# Comerio
Comerio är en ort och kommun i provinsen Varese i regionen Lombardiet i Italien. Kommunen hade 2 904 invånare (2018).